# Katiali
Katiali  è una città e sottoprefettura della Costa d'Avorio appartenente al dipartimento di M'Bengué. Conta una popolazione di 8 861 abitanti (censimento 2014).